# 2. soška armada (Avstro-Ogrska)
Za druge 2. armade glejte 2. armada.
2. soška armada (izvirno nemško 2. Isonzo-Armee) je bila armada k.u.k. Heera med prvo svetovno vojno.

## Zgodovina
Armada je bila ustanovljena 23. avgusta 1917 in do ukinitve 1. junija 1918 je delovala na italijanski fronti.

## Vodstvo
Poveljniki
- general pehote Johann von Henriquez: 23. avgust 1917 - 1. junij 1918